# Mount Carmel (Tennessee)
Pour les articles homonymes, voir Mount Carmel.
Mount Carmel est une municipalité américaine située dans le comté de Hawkins au Tennessee. Lors du recensement de 2010, sa population est de 5 429 habitants.

## Géographie
Mount Carmel est située dans le nord-est du Tennessee, aux pieds des Appalaches
Selon le Bureau du recensement des États-Unis, la municipalité s'étend en 2010 sur une superficie de 6,94 milles carrés (17,97 km2).

## Histoire
La localité est nommée d'après l'église méthodiste du Mont Carmel,. Mount Carmel devient une municipalité en 1961.

## Démographie
La population de Mount Carmel est estimée à 5 427 habitants au 1er juillet 2016.
Le revenu par habitant était en moyenne de 21 140 dollars par an entre 2012 et 2016, en-dessous de la moyenne du Tennessee (26 019 dollars) et de la moyenne nationale (29 829 dollars). Sur cette même période, 10,7 % des habitants de Mount Carmel vivaient sous le seuil de pauvreté (contre 15,8 % dans l'État et 12,7 % à l'échelle des États-Unis).